# Platycarpha glomerata
Platycarpha glomerata (Thunb.) Less., 1831 è una pianta angiosperma dicotiledone della famiglia delle Asteraceae. Platycarpha glomerata è anche l'unica specie del genere Platycarpha Less., 1831.

## Etimologia
Il nome generico (Platycarpha) deriva da due parole greche: "platys" (= piatto o grande) e "carpha" (= frutto), e si riferisce al largo frutto di questa specie. L'epiteto specifico (glomerata) fa riferimento alla particolare conformazione dei capolini dell'infiorescenza.
Il nome scientifico della specie è stato definito dal botanico ed entomologo svedese Carl Peter Thunberg (1743 - 1828) e dal botanico tedesco Christian Friedrich Lessing (1809 - 1862) nella pubblicazione "Linnaea; Ein Journal für die Botanik in ihrem ganzen Umfange. Berlin" (Linnaea 6(4): 688) del 1831. Nella stessa pubblicazione è stato definito per la prima volta anche il genere.

## Descrizione
Le specie di questa voce sono piante perenni con portamenti erbacei.
In genere sono presenti sia foglie basali che cauline. Le foglie lungo il caule normalmente sono a disposizione alternata. Quelle basali spesso possono formano delle rosette. La forma della lamina varia da obovata a oblanceolata; i bordi possono essere da interi, dentati fino a pennatosetti. Le stipole e le spine sono assenti.
Le infiorescenze sono composte da capolini sessili raccolti al centro delle rosette. Sono presenti delle infiorescenze secondarie. I capolini, discoidi, sono formati da un involucro a forma più o meno cilindrica composto da brattee (o squame) all'interno delle quali un ricettacolo fa da base ai fiori. Le brattee disposte in più serie in modo embricato e scalato hanno varie forme e la consistenza può variare da erbacea a cartacea. Il ricettacolo, a forma piatta o più o meno conica, può essere ricoperto da pagliette oppure, più raramente, è nudo.
I fiori, da 60 a 100, sono tetra-ciclici (ossia sono presenti 4 verticilli: calice – corolla – androceo – gineceo) e pentameri (ogni verticillo ha 5 elementi). Sono tubulosi (actinomorfi), ermafroditi (bisessuali) e fertili.
- Formula fiorale:

*/x K {\displaystyle \infty }, [C (5), A (5)], G 2 (infero), achenio
- Calice: i sepali del calice sono ridotti ad una coroncina di squame.
- Corolla: la corolla dei fiori tubulosi ha un tubo lungo con 5 lobi; il colore è porpora; le corolle sono lunghe 20-23 mm.
- Androceo: gli stami sono 5 con filamenti liberi, glabri o papillosi e distinti, mentre le antere sono saldate in un manicotto (o tubo) circondante lo stilo. Le antere in genere hanno una forma sagittata con base caudata. L'endotecio è polarizzato e non è rinforzato lateralmente. Il polline normalmente è tricolporato a forma sferica o schiacciata ai poli.
- Gineceo: lo stilo, snello, è filiforme con due stigmi divergenti e lunghi circa 3 mm. La parte apicale è leggermente ingrossata ed è ricoperta da corti peli specialmente sui bordi. L'ovario è infero uniloculare formato da 2 carpelli. L'ovulo è unico e anatropo.

I frutti sono degli acheni con pappo. La forma dell'achenio in genere è oblunga, prismatica con delle rugosità trasversali. Il pericarpo può essere di tipo parenchimatico, altrimenti è indurito (lignificato) radialmente; la superficie, specialmente alla base, è irsuta per peli arricciati o uncinati.  Il carpoforo (o carpopodium - il ricettacolo alla base del gineceo) è anulare. I pappi, formati da una o due serie di scaglie, decidue o persistenti, sono direttamente inseriti nel pericarpo o connati in un anello parenchimatico posto sulla parte apicale dell'achenio.

## Biologia
- Impollinazione: l'impollinazione avviene tramite insetti (impollinazione entomogama tramite farfalle diurne e notturne).
- Riproduzione: la fecondazione avviene fondamentalmente tramite l'impollinazione dei fiori (vedi sopra).
- Dispersione: i semi (gli acheni) cadendo a terra sono successivamente dispersi soprattutto da insetti tipo formiche (disseminazione mirmecoria). In questo tipo di piante avviene anche un altro tipo di dispersione: zoocoria. Infatti gli uncini delle brattee dell'involucro si agganciano ai peli degli animali di passaggio disperdendo così anche su lunghe distanze i semi della pianta.

## Distribuzione e habitat
Questa specie si trova in Sudafrica.

## Tassonomia
La famiglia di appartenenza di questa voce (Asteraceae o Compositae, nomen conservandum) probabilmente originaria del Sud America, è la più numerosa del mondo vegetale, comprende oltre 23 000 specie distribuite su 1 535 generi, oppure 22 750 specie e 1 530 generi secondo altre fonti (una delle checklist più aggiornata elenca fino a 1 679 generi). La famiglia attualmente (2021) è divisa in 16 sottofamiglie.

### Filogenesi
Thunberg nel 1800 descrisse la specie tipo di questo genere come Cynara glomerata. Lessing nel 1831 incluse la specie descritta da Thunberg in un genere a sé stante, Platycarpha. La collocazione del genere è stata a lungo incerta e nel corso degli anni è stata attribuita dapprima alla tribù delle Vernonieae, successivamente alle Arctotideae, in epoca più recente alle Mutisieae e alle Cardueae.
Una revisione del 2007 includeva nuovamente Platycarpha nella tribù delle Arctotideae, etichettando come incertae sedis la sua collocazione sottotribale. Al genere Platycarpha venivano attribuite 3 specie, Platycarpha glomerata, Platycarpha carlinoides e Platycarpha parvifolia. Le ultime 2 sono state recentemente assegnate ad un genere a sé stante, Platycarphella.
Attualmente la specie di questa voce (e il suo genere) è descritta all'interno della tribù Platycarpheae, e in base alle ultime analisi filogenetiche del DNA, appartenente alla sottofamiglia Vernonioideae; in precedenza era descritta nella famiglia Cichorioideae o nella tribù Arctotideae.
I caratteri distintivi per la specie di questa voce sono:
- le infiorescenza hanno dei capolini grandi e compatti;
- i capolini contengono 60 – 100 fiori;
- le corolle sono lunghe 20-23 mm;
- i rami dello stilo sono lunghi 3-3,5 mm;
- il polline intorno a colpi ha dei bordi a forma di "papillon";
- i segmenti del pappo sono acuminati senza sovrapporsi.